# RapidIO
RapidIO — це високопродуктивний інтерфейс передачі даних для з'єднання мікросхем в рамках однієї друкованої плати, а також для з'єднання між собою декількох друкованих плат. Цей інтерфейс був розроблений для застосування у вбудованих системах.
Основними конкурентами RapidIO є HyperTransport, Infiniband і PCI Express, які, однак, призначені для вирішення інших завдань.
Інтерфейс RapidIO розроблений компаніями Mercury Computer Systems і Motorola (нині Freescale Semiconductor) як розвиток шини, що застосовувалася в багатопроцесорних системах цифрової обробки сигналів компанії Mercury.
Специфікації інтерфейсу RapidIO розроблені організацією RapidIO Trade Association.

## Специфікації стандарту
Специфікації RapidIO визначають фізичний (відповідає фізичному і канальному рівню моделі OSI), транспортний (відповідає мережному рівню моделі OSI) і логічний (відповідає транспортному рівню моделі OSI) рівні.
Є дві специфікації фізичного рівня:
- LP-LVDS — канал точка-точка є  паралельним 8 — або 16-розрядним дуплексним інтерфейсом, частота тактового сигналу — 250, 375, 500, 750 або 1000 МГц;
- LP-Serial — канал точка-точка є  послідовним дуплексним інтерфейсом, що складається з 1, 2, 4, 8 або 16 підканалів (англ. lane), швидкість передачі бітового потоку: 1.25, 2.5, 3.125, 5 або 6.25 Гбод[джерело?].

## Застосування
RapidIO призначений для оптимального міжз'єднання у разі кластеризації мережі пірінгових вбудованих процесорів, процесорів цифрових сигналів, FPGA та ASIC. RapidIO  широко застосовують для:
- Бездротових базових станцій
- Аерокосмічних і військових одноплатних комп'ютерів, а також радарів, систем обробки акустичних сигналів та  зображень
- Відео
- Серверів
- Суперкомп'ютерів
- Медичної візуалізації
- Промислових застосувань